# Regno di Saloum
Il regno di Saloum (Saalum o Saluum in lingua serer) fu un regno africano precoloniale, esistito lungo il corso del fiume Saloum, negli attuali Senegal e Gambia, tra il XV e il XX secolo. Assieme al regno di Sine, costituisce uno dei due principali stati costituiti dal popolo sérèr, in un'area storico-culturale unitaria definita come Sine-Saloum.
Abolito nel 1969, il regno è stato formalmente ricostituito nel 2017 come regno tradizionale all'interno della repubblica del Senegal.